# تراپ، ایولین
ترَپ (به فرانسوی: Trappes) یک کمون در فرانسه است که در Canton of Trappes واقع شده‌است.

## خصوصیات
ترَپ ۱۳٫۴۷ کیلومترمربع مساحت و ۲۹٬۸۱۷ نفر جمعیت دارد.

## خواهرخوانده
شهرهای کاستیلیونه دل لاگو، کونگلتون، کپرژیونیتسه و Podor خواهرخوانده‌های تخپ هستند.